# العراق في الألعاب البارالمبية الصيفية 2012
تنافس العراق في دورة الألعاب البارالمبية الصيفية 2012 في لندن، المملكة المتحدة من 29 أغسطس إلى 9 سبتمبر 2012.

## قائمة الميداليات
| ميدالية | اسم             | رياضة       | حدث                  | تاريخ       |
| ------- | --------------- | ----------- | -------------------- | ----------- |
| فضية    | فارس سعدون      | رفع الأثقال | رجال +100كغ          | 5 September |
| فضية    | أحمد غني        | ألعاب القوى | رمي الرمح للرجال F40 | 7 September |
| برونزية | ولدان النخيلاوي | ألعاب القوى | رمي الرمح للرجال F40 | 7 September |

## ألعاب القوى
سباقات المضمار والطرق للرجال
| رياضي     | حدث                | تصفيات | تصفيات | نصف نهائي | نصف نهائي | نهائي    | نهائي    |
| رياضي     | حدث                | نتيجة  | مركز   | نتيجة     | مركز      |          |          |
| --------- | ------------------ | ------ | ------ | --------- | --------- | -------- | -------- |
| أحمد كاظم | 100 متر للرجال T12 | 11.77  | 3      | —         | —         | لم يتأهل | لم يتأهل |
| أحمد كاظم | 200 متر للرجال T12 | 23.16  | 3      | لم يتأهل  | لم يتأهل  | لم يتأهل | لم يتأهل |
| حسين كاظم | 200 متر للرجال T13 | 23.06  | 4      | —         | —         | لم يتأهل | لم يتأهل |
| حسين كاظم | 400 متر للرجال T13 | 50.36  | 1 Q    | —         | —         | 49.76    | 5        |

أحداث ميدانية للرجال
| رياضي           | حدث              | مسافة | نقاط | مركز   |
| --------------- | ---------------- | ----- | ---- | ------ |
| حسن الجنابي     | قفزة طويلة F35   | 4.40  | —    | 9      |
| مهدي السعدي     | رمي الجلة للرجال | 11.12 | 719  | 13     |
| حميد حسين       | رمي الجلة للرجال | 9.81  | 698  | 16     |
| حميد حسين       | رمي القرص للرجال | 26.65 | —    | 10     |
| كوفان حسن       | رمي الجلة للرجال | 10.60 | —    | 8      |
| كوفان حسن       | رمي القرص للرجال | 27.28 | —    | 12     |
| كوفان حسن       | رمي الرمح للرجال | 41.72 | —    | 4      |
| ولدان النخيلاوي | رمي الجلة للرجال | 10.46 | —    | 9      |
| ولدان النخيلاوي | رمي القرص للرجال | 28.24 | —    | 11     |
| ولدان النخيلاوي | رمي الرمح للرجال | 42.31 | —    | الثالث |
| أحمد ناس        | رمي الرمح للرجال | 43.27 | —    | الثاني |

## رفع الأثقال
رجال
| رياضي        | حدث    | نتيجة | مرتبة  |
| ------------ | ------ | ----- | ------ |
| حسين الجبوري | -52كغ  | 160.0 | 6      |
| حسن التميمي  | -56كغ  | NMR   | NMR    |
| جبار جابر    | -90كغ  | 195.0 | 5      |
| فارس سعدون   | +100كغ | 242   | الثاني |

نساء
| رياضي     | حدث     | نتيجة | مرتبة |
| --------- | ------- | ----- | ----- |
| ذكرى سليم | -60كغ   | 101.0 | 5     |
| هدى علي   | -82.5كغ | 108.0 | 7     |

## رماية
سيدات
| رياضي       | حدق                                                       | مؤهل  | مؤهل | نهائي    | نهائي    |
| رياضي       | حدق                                                       | نتيجة | مركز | نتيجة    | مركز     |
| ----------- | --------------------------------------------------------- | ----- | ---- | -------- | -------- |
| فرح الوائلي | الرماية ببندقية الهواء المضغوط 10 أمتار للسيدات وقوفاً SH1 | 373   | 18   | لم تتأهل | لم تتأهل |

## سباحة
رجال
| رياضي     | حدث                             | تصفيات  | تصفيات | نهائي    | نهائي    |
| رياضي     | حدث                             | وقت     | مركز   | وقت      | مركز     |
| --------- | ------------------------------- | ------- | ------ | -------- | -------- |
| جواد جودة | سباحة الظهر 100 متر للرجال      | 1:24.59 | 7 Q    | 1:25.31  | 7        |
| جواد جودة | سباحة الظهر 100 متر للرجال      | مستبعد  | مستبعد | لم يتأهل | لم يتأهل |
| جواد جودة | سباحة 200 متر حرة متنوعة للرجال | 3:25.70 | 16     | لم يتأهل | لم يتأهل |

## كرة الطاولة
رجال
| رياضي    | حدث          | مرحلة المجموعات                   | مرحلة المجموعات                | مرحلة المجموعات | ربع نهائي | نصف نهائي | نهائي    | نهائي    |
| رياضي    | حدث          | نتيجة الخصم                       | نتيجة الخصم                    | مركز            | نتيجة     | نتيجة     | نتيجة    | مركز     |
| -------- | ------------ | --------------------------------- | ------------------------------ | --------------- | --------- | --------- | -------- | -------- |
| سعيد علي | فردي الفئة 8 | ريتشارد سيجيتي (سلوفاكيا) · L 0-3 | بيوتر جرودزين (بولندا) · W 3-0 | 2               | لم يتأهل  | لم يتأهل  | لم يتأهل | لم يتأهل |

## مبارزة الكراسي المتحركة
رجال
| رياضي    | حدث                        | مرحلة المجموعات         | مرحلة المجموعات                  | مرحلة المجموعات | دور ال16    | ربع نهائي              | نصف نهائي   | نهائي       | نهائي    |
| رياضي    | حدث                        | نتيجة الخصم             | نتيجة الخصم                      | مركز            | نتيجة الخصم | نتيجة الخصم            | نتيجة الخصم | نتيجة الخصم | مركز     |
| -------- | -------------------------- | ----------------------- | -------------------------------- | --------------- | ----------- | ---------------------- | ----------- | ----------- | -------- |
| عمار علي | المبارزة بفئة السيف للرجال | تام (هونغ كونغ) · L 4-5 | بالافيسينو (الأرجنتين) · W 5-0   | 3 Q             | Bye         | لطريش (فرنسا) · L 6-15 | لم يتأهل    | لم يتأهل    | لم يتأهل |
| عمار علي | المبارزة بفئة السيف للرجال | لطريش (فرنسا) · W 5-2   | استيب (الولايات المتحدة) · W 5-3 | 3 Q             | Bye         | لطريش (فرنسا) · L 6-15 | لم يتأهل    | لم يتأهل    | لم يتأهل |

## تنس الكراسي المتحركة
| رياضي      | حدث         | دور الـ 64                         | دور الـ 32  | دور الـ 16  | ربع نهائي   | نصف نهائي   | نهائي       | نهائي    |
| رياضي      | حدث         | نتيجة الخصم                        | نتيجة الخصم | نتيجة الخصم | نتيجة الخصم | نتيجة الخصم | نتيجة الخصم | مركز     |
| ---------- | ----------- | ---------------------------------- | ----------- | ----------- | ----------- | ----------- | ----------- | -------- |
| محمد حمدان | فردي الرجال | ماريبا (جنوب إفريقيا) · L 1–6, 0-6 | لم يتأهل    | لم يتأهل    | لم يتأهل    | لم يتأهل    | لم يتأهل    | لم يتأهل |